# Intranet

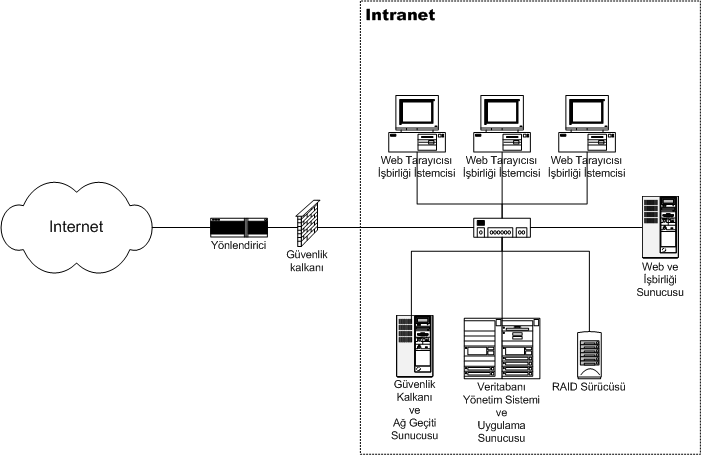
Esquema de una intranet

Una intranet es una red informática que utiliza la tecnología del protocolo de Internet para compartir información, sistemas operativos o servicios de computación dentro de una organización. Suele ser interna, en vez de pública como internet, por lo que solo los miembros de esa organización tienen acceso a ella.

## Etimología
La palabra intranet (también intrarred) es una contracción de la frase intraconnected network (red intraconectada).

## Acceso desde programas
Algunos programas, como Microsoft Word tienen dificultad para acceder a la intranet, ya que anteponen por defecto a todas las direcciones, incluidas las de las intranets, el prefijo http://--- Archivado el 20 de febrero de 2017 en Wayback Machine.